# Abigél (keresztnév)
Az Abigél héber eredetű női név (אֲבִיגַיִל Avígajil). Jelentése: az apa öröme vagy apám öröme.

## Gyakorisága
Az újszülötteknek adott nevek körében az 1990-es években igen ritkán fordult elő. A 2000-es nem szerepelt a 100 leggyakrabban adott női név között, de a 2010-es években az 59-99. helyen szerepel.
A teljes népességre vonatkozóan az Abigél sem a 2000-es, sem a 2010-es években nem szerepelt a 100 leggyakrabban viselt női név között.

## Névnapok
- február 9.[2]

## Idegen nyelvi változatai
- Abegail (spanyol)
- Abigail (angol)

## Híres Abigélek
Lásd még: Az Abigél nevet tartalmazó szócikkek a magyar Wikipédián
- Abigél, bibliai személy, Nábál, majd később Dávid király felesége
- Abigail Breslin amerikai gyerekszínész
- Joó Abigél cselgáncsozó
- Abi Tucker ausztrál színésznő, énekesnő, dalszövegíró

### Egyéb Abigélek
- Abigél, Szabó Magda regénye